# أجندة 47

شعار أجندة 47

أجندة 47 هو البيان الذي أعلنه الرئيس المنتخب للحزب الجمهوري دونالد ترامب، ويعرض السياسات التي يعتزم تطبيقها عند توليه منصب الرئيس السابع والأربعين للولايات المتحدة. تتألف أجندة 47 من مجموعة خطط سياسية رسمية، يعتمد فيها ترامب بشكل كبير على الأوامر التنفيذية، مما يسعى إلى توسيع صلاحيات السلطة التنفيذية بدرجة ملحوظة.
واجهت «أجندة 47» انتقادات متعددة تتعلق بنهجها تجاه الاحتباس الحراري والصحة العامة، بالإضافة إلى تساؤلات حول قانونيتها وإمكانية تطبيقها، ومخاوف من تأثيرها المحتمل على زيادة التضخم. وصفها بعض الكتّاب بأنها تحمل توجهات فاشية أو سلطوية. في سبتمبر 2024، أطلقت حملة ترامب جولة بعنوان «جولة سياسة فريق ترامب أجندة 47» للترويج لهذه الأجندة.

## نظرة عامة
تمثل «أجندة 47» الخطط السياسية الرسمية لحملة دونالد ترامب الرئاسية لعام 2024. وفقًا لحملة ترامب، تُعد «أجندة 47» "النظرة الرسمية والشاملة الوحيدة التي توضح ما سيفعله الرئيس ترامب إذا عاد إلى البيت الأبيض". تُعرض هذه الأجندة على موقع الحملة الإلكتروني من خلال سلسلة من مقاطع الفيديو، حيث يستعرض ترامب كل اقتراح.
أشار فيليب بامب إلى أن بعض مقاطع فيديو «أجندة 47» بدت تفتقر إلى التنسيق وتستجيب للأحداث الجارية في أوائل عام 2023، مستهدفة الناخبين في الانتخابات التمهيدية للحزب الجمهوري. تراجعت حملة ترامب عن ذكر «أجندة 47» بشكل مستمر، حيث لم يعد ترامب وفريقه يشيرون إليها بانتظام كما كانوا يفعلون في السابق. وفقًا لما ذكره فيليب بامب في صحيفة «واشنطن بوست» في يونيو 2024، لم تعد الخطة محور التركيز الرئيسي في تصريحاتهم العامة، على الرغم من أن الصحفي فيل ماتينغلي من شبكة «سي إن إن» أوضح أن الأجندة لا تزال تظهر بين الحين والآخر في الأجزاء المعدة مسبقًا من خطب ترامب في التجمعات الانتخابية.
في عام 2023، أقرّ مسؤولو حملة ترامب بأنّ «مشروع 2025» يتوافق بشكل كبير مع «أجندة 47». ومع ذلك، نفى ترامب هذا التوافق مرارًا في عام 2024. بحلول يونيو 2024، تسبب «مشروع 2025» في بعض الإزعاج لحملة ترامب، التي فضّلت تاريخيًا تقديم مقترحات سياسية أقل وضوحًا وأكثر غموضًا للحد من فرص النقد والحفاظ على المرونة. جادل بعض المعلقين بأنّ «مشروع 2025» يُعدّ النظرة الأكثر تفصيلًا لما قد تبدو عليه إدارة ترامب. تتشارك «أجندة 47» و«مشروع 2025» في العديد من المواضيع والسياسات، بما في ذلك توسيع السلطة الرئاسية، مثل إعادة إصدار «الجدول F»، وتقليص ميزانية وزارة التعليم، والترحيل الجماعي للمهاجرين غير الشرعيين، وتطبيق عقوبة الإعدام على تجار المخدرات، واستخدام الحرس الوطني الأمريكي في المدن الليبرالية ذات معدلات الجريمة المرتفعة أو تلك التي تُعتبر «غير منضبطة».
تشمل خطط ترامب إنشاء «مدن الحرية» على أراضٍ فدرالية شاغرة، والاستثمار في تطوير السيارات الطائرة، وتقديم مكافآت للأطفال بهدف تشجيع زيادة معدلات المواليد، إلى جانب تنفيذ سياسات تجارية حمائية، وأكثر من أربعين سياسة أخرى. تتطلب سبع عشرة من هذه السياسات، التي صرّح ترامب أنه سينفذها إذا انتُخب، موافقة الكونغرس. كما أن بعض خططه تثير جدلًا قانونيًا، مثل إنهاء حق المواطنة المكتسب بالولادة، وقد تستلزم تعديلًا للدستور الأمريكي لتحقيقها.
تتضمن «أجندة 47» العديد من المقترحات المثيرة للجدل، من بينها فرض عقوبة الإعدام على تجار المخدرات ومهربي البشر، وإدراج الكارتيلات المكسيكية في قائمة المنظمات الإرهابية الأجنبية لدى الولايات المتحدة. كما شهد موقع الحملة الإلكتروني تغييرات، فاعتبارًا من سبتمبر 2024، أضيف قسم جديد بعنوان «المنصة» يضم ملخصًا لأبرز السياسات المقترحة.

## السياسات بالتفصيل
اعتبارًا من سبتمبر 2024، جرى توضيح السياسات عبر 46 مقطع فيديو، بدأ تحميلها في 15 ديسمبر 2022، وآخرها كان في 22 ديسمبر 2023. عادةً ما تأتي مقاطع الفيديو مع نسخة مكتوبة وغالبًا مع مواد تكميلية متعلقة بالسياسة المستعرضة، مثل اقتراح «أجندة 47: إنقاذ صناعة السيارات الأمريكية من السياسات الكارثية لجو بايدن التي تدمر الوظائف». يتضمن هذا الاقتراح روابط لتقارير ومقالات من جهات مثل معهد السياسة «أمريكا أولًا»، ومؤسسة «التراث»، واستطلاعات من «هاريس بول»، بالإضافة إلى مقالات إخبارية من مصادر مثل «رويترز»، و«The American Oil & Gas Reporter»، و«فوكس بيزنس». كما تتوفر مقترحات ذات صلة على موقع الحملة الإلكتروني.

### الاقتصاد
تشمل المقترحات المتعلقة بالاقتصاد ما يلي:
- تشمل المقترحات فرض قيود صارمة على الملكية الصينية للبنية التحتية في الولايات المتحدة، بما في ذلك قطاعات حيوية مثل الطاقة، والتكنولوجيا، والاتصالات، والأراضي الزراعية، والموارد الطبيعية، والإمدادات الطبية، وغيرها من الأصول الوطنية الاستراتيجية. تتضمن هذه السياسات حظر جميع عمليات الشراء الصينية المستقبلية، بالإضافة إلى إلزام المالكين الصينيين ببيع أي ممتلكات حالية في تلك القطاعات.[21][22]
- تتضمن الخطة إنهاء ما يُعرف بـ«حرب جو بايدن على الطاقة الأمريكية» واستعادة استقلالية الولايات المتحدة في مجال الطاقة. لتحقيق ذلك، تتعهد الخطة بإلغاء «كل تنظيم غير ضروري في السجل الفيدرالي يعيق الإنتاج المحلي»، والخروج من اتفاقية باريس للمناخ، وتسهيل الموافقات السريعة لجميع مشاريع البنية التحتية النفطية التي تُعرض على إدارة ترامب.[23][24]
- تتضمن الخطة فرض تعريفات جمركية شاملة على معظم المنتجات الأجنبية، ترتفع تدريجيًا في حال تلاعبت الدول الأخرى بعملاتها أو اتبعت ممارسات تجارية غير عادلة. كما تشمل تخفيض الضرائب على العاملين الأمريكيين والأسر والشركات. وتهدف الخطة إلى استعادة الاستقلال الاقتصادي عن الصين عبر إلغاء وضعها كدولة «الأكثر تفضيلًا» في التجارة، والحد تدريجيًا من الواردات الصينية للسلع الأساسية، ومنع الشركات الأمريكية من الاستثمار في الصين. بالإضافة إلى ذلك، تحظر الخطة العقود الفيدرالية على أي شركة تستعين بمصادر خارجية في الصين.[25][26]
- تقليل العجز التجاري، خاصةً مع الصين.[27][28]
- تتضمن الخطة عدم إنقاذ البنوك المتعثرة، بل «إطلاق العنان للإنتاج في مجال الطاقة، وتخفيف التنظيمات»، وإلغاء «زيادات بايدن الضريبية» للحد من التضخم.[29][30]
- تهدف الخطة أيضًا إلى إعادة الوظائف والثروة إلى الولايات المتحدة، وتحفيز طفرة اقتصادية، والقضاء على الاعتماد على الصين ودول أخرى عبر تمرير «قانون ترامب للتجارة المتبادلة». بموجب هذا القانون، إذا فرضت أي دولة تعريفات على المنتجات الأمريكية، فستفرض الولايات المتحدة نفس النسبة على منتجاتهم، ما سيضع أمامهم «خيارين: إما إلغاء تعريفاتهم علينا أو دفع مئات المليارات من الدولارات لنا، مما سيحقق للولايات المتحدة ثروة هائلة». تسعى الخطة لدعم الولايات الزراعية والمصنعين الأمريكيين من خلال هذه الإجراءات.[31][32]
- تسعى الخطة إلى «إنقاذ صناعة السيارات الأمريكية من سياسات الصفقة الخضراء الجديدة الراديكالية لجو بايدن» من خلال إلغاء جميع سياسات بايدن المتعلقة بتنظيمات الانبعاثات، والوقود الأحفوري، والسيارات الكهربائية، لا سيما «التفويضات التي تهدف لإجبار الأمريكيين على شراء سيارات كهربائية باهظة الثمن» والدعم المالي «المخصص للسيارات الكهربائية التي يستفيد منها الأثرياء»، و«مضاعفة معايير CAFE» الخاصة بكفاءة استهلاك الوقود. كذلك، ستلزم الولايات المتحدة كلًا من كندا والمكسيك بالامتثال التام لشروط اتفاقية USMCA بشأن نسبة مكونات السيارات الإقليمية، التي تم إضعافها لصالح الصين ودول أخرى. كما تتضمن الخطة إنهاء التأخيرات في إصدار تصاريح الحفر الفيدرالية وعقود الإيجار، والعمل على استعادة الاحتياطي البترولي الاستراتيجي الأمريكي.[33][34]
- «عندما أكون رئيسكم، سأعمل على زيادة أجور العاملين في قطاع السيارات، وسأحمي وظائفكم. سأوقف تفويض بايدن الكارثي الذي يفرض السيارات الكهربائية».[35][36]

كانت التعريفات الجمركية إحدى السياسات البارزة في فترة رئاسة ترامب الأولى، حيث بدأت بالتركيز على الصين ثم امتدت لتشمل الاتحاد الأوروبي وكندا والمكسيك. أسفرت هذه السياسات عن فرض تعريفات انتقامية من قبل الدول المتأثرة، وأدت إلى اندلاع حرب تجارية مع الصين، مما تسبب في ارتفاع الأسعار على سلع مثل قبعات البيسبول، والأمتعة، والدراجات، وأجهزة التلفاز، والأحذية الرياضية، والعديد من المواد التي يعتمد عليها المصنعون الأمريكيون. كما أدت هذه التعريفات إلى فقدان وظائف وأثرت سلبًا على المصنعين والمزارعين الأمريكيين. وعلقت وزيرة الخزانة جانيت يلين بأن «تلك التعريفات على السلع الصينية سببت أضرارًا أكبر للمستهلكين والشركات الأمريكية مقارنة بالأثر الذي طال الصين».
تعرضت سياسات ترامب الاقتصادية الجديدة لانتقادات واسعة من قبل 16 اقتصاديًا حائزًا على جائزة نوبل، كما واجهت اعتراضات من كلية وارتون، التي تخرج منها ترامب، ومن مؤسسات مالية بارزة مثل غولدمان ساكس، وموديز أناليتيكس، وغيرها. وقد ردّت حملة ترامب ومؤيدوه على هذه الانتقادات التي وجهها الحائزون على الجوائز والمؤسسات المختلفة.